# Gli anni (romanzo)
Gli anni (titolo orig. The Years) è un romanzo di Virginia Woolf del 1937, l'ultimo pubblicato con lei ancora in vita.

## Trama
Il romanzo ripercorre la storia della famiglia Pargiter, dal 1880 all"oggi", cioè alla metà degli anni Trenta del XX secolo. Anche se a cavallo di cinquant'anni, il romanzo non si presenta stilisticamente come un poema epico, concentrandosi invece sui piccoli dettagli privati della vita dei suoi membri. Fatta eccezione per la prima, ogni sezione si svolge su un unico giorno dell'anno che dà il titolo ad essa e ogni anno è definito da un momento particolare nel ciclo delle stagioni. All'inizio di ogni sezione, e talvolta con una transizione all'interno delle sezioni, la Woolf descrive l'evoluzione di tutta la Gran Bretagna, tenendo in esame anche l'evoluzione di Londra e della campagna come dagli occhi di un uccello in volo prima di concentrarsi con cura sui suoi personaggi. Anche se queste descrizioni si spostano spesso in tutta l'Inghilterra con un solo paragrafo, raramente e brevemente ampliano il loro punto di vista al mondo fuori della Gran Bretagna.

## Storia editoriale
Il romanzo ha avuto il suo inizio durante una lezione del 1931, tenuta da Virginia Woolf per la sezione Junior Council della London & National Society for Women's Service. Dopo aver recentemente pubblicato Una stanza tutta per sé, ella pensò di fare di questo discorso la base di un secondo libro di saggi sulle donne, stavolta però per darne una visione più ampia della loro vita economica e sociale, piuttosto che concentrarsi sulle donne come artisti, quanto già fatto nello scritto precedente. Ha ideato l'originale forma di un "romanzo-saggio", in cui ogni saggio sarebbe seguita da un passaggio novellistico - presentato come estratto da un immaginario più romanzato - che semplifica le idee esplorate nel saggio. Inizialmente chiamò il libro I Pargiter. 
Tra l'ottobre e il dicembre del 1932, la Woolf ideò sei saggi e creò alcuni dei principali personaggi fittizi "estratti" per i Pargiters. Ma entro la fine del febbraio 1933 aveva cancellato il quadro teorico del suo "romanzo-saggio" e iniziato a rielaborare il libro come pura finzione. Alla fine, in base allo sviluppo definitivo della trama e dell'opera, il titolo fu mutato in quello definitivo.

## Edizioni
- The Years, Harcourt, Brace & company, New York 1937
- Gli anni, trad. di Giulio De Angelis, Collezione Medusa, A. Mondadori, Milano, 1955; Collana I grandi libri, Garzanti, Milano 1981.
- Gli anni, trad. e cura di Paola Faini, Newton Compton, Roma, 1994.
- Gli anni, trad. di Antonio Bibbò, Collana UEF. I Classici, Feltrinelli, Milano, 2015.

### Edizioni deThe Pargiters
- The Pargiters, the Novel-Essay Portion of the Years, Edited with an Introduction by Mitchell A. Leaska, New York Library, 1977.
- La famiglia Pargiter. Romanzo-saggio, A cura di Mitchell A. Leaska (apparato critico) e Alide Cagidemetrio, Torino, La Rosa, 1981. - Collana Raggi, Roma, Elliot, 2018, ISBN 978-88-699-3511-4.